# Хухтхаузен, Питер
Питер Хухтхаузен (англ. Peter A. Huchthausen, 25 сентября 1939 — 11 июля 2008, Амфревиль, Манш, Франция) — капитан ВМС США и автор книг на морскую тематику.

## Биография
Родился в семье капеллана (полковника) в 1939 году. Окончил Военную академию Велли-Фордж (VFMAC) в 1957 году и Военно-морскую академию США в 1962 году.

### Воинская карьера
Во время Карибского кризиса служил вахтенным офицером на эсминце USS Blandy, который обеспечивал военно-морскую блокаду Кубы, и инспектировал демонтаж и вывод советских ракетных установок с территории Кубы. В составе USS Blandy принимал участие в поисках атомной подводной лодки USS Thresher, которая затонула в Атлантическом океане вместе со всем экипажем.
Участвовал в войне во Вьетнаме. Во время первой боевой командировки возглавлял подразделение из десяти речных патрульных катеров в бою на реке Меконг. Во время второй командировки служил главным инженером на эсминце USS Orleck, который обеспечивал артиллерийской огневой поддержкой операции армии и морской пехоты вдоль побережья Вьетнама. Питер Хухтхаузен принимал участие в самых ожесточенных боях, в том числе в Тетском сражении.
После перехода в военно-морскую разведку обрабатывал информацию о советских подводных лодках и занимался вопросами противолодочной обороны в штабах командующего ВМС США, Европы, Первого флота США, Третьего флота США и Тихоокеанского командования.
Занимал должность старшего военно-морского атташе США в Югославии и Румынии, начальника отдела операций Разведывательного управления Министерства обороны США по сбору разведданных в Западной Европе. Незадолго до распада СССР Хухтхаузен три года работал в Москве в качестве старшего военно-морского атташе США в СССР.

### Награды
- Медаль «За похвальную службу»
- Похвальная медаль Объединённого командования
- Похвальная медаль Военно-морского флота
- Боевая ленточка
- Медаль «За службу во Вьетнаме»
- Лента «За участие в операциях ВМС»
- Значок офицера по боевым действиям надводных сил ВМС США

### В отставке
Уволившись в 1990 году из ВМС США, Хухтхаузен вернулся в Москву и открыл там офис американской фирмы. С этого момента он начал свою исследовательскую и писательскую карьеру. Написал девять книг. По двум из них были сняты фильмы: «Враждебные воды» и «К-19».
С 1994 года начал посещать Нормандию, и был так увлечен операцией американских воздушно-десантных сил «Нептун» в 1944 году, что решил переехать на постоянное жительство в Нормандию, где открыл гостиницу в Амфревиле.
Умер 11 июля 2008 года. Похоронен 3 декабря 2008 года со всеми воинскими почестями на Арлингтонском национальном кладбище.

## Литературная деятельность
Хухтхаузен заработал репутацию внимательного исследователя и интервьюера, открывшего миру две аварии советских подводных лодок, которые могли спровоцировать мировую войну. Он сам был участником драматических и опасных инцидентов холодной войны — Карибского кризиса и войны во Вьетнаме.
Отставной морской офицер, Питер Хухтхаузен во время службы в должности военного атташе в странах Восточной Европы встретился с рядом российских подводников, которые принимали участие в Карибском кризисе. После выхода в отставку из военно-морского флота он использовал свой военный и дипломатический опыт, чтобы написать о драматических инцидентах в истории холодной войны.

### «Эхо Меконга» (1996)
Во время одного из патрулирований во Вьетнаме Питер Хухтхаузен и его команда спасли раненую десятилетнюю девочку Нгуен Тхи Лунг. Она была ранена минометным огнем, и подразделение Хухтхаузена доставило её в провинциальную больницу, где врачи были вынуждены ампутировать ей ногу ниже колена. Команда оплатила её лечение, а затем обучение, но в конце концов они потеряли с ней связь. Нгуен пережила войну, но столкнулась с угрозами властей, которые преследовали американских «коллаборационистов». Много лет спустя Нгуен смогла связаться с Хухтхаузеном и при его спонсорской поддержке эмигрировала в США. Они вместе работали над книгой «Эхо Меконга».

«Эхо Меконга» — небольшая жемчужина двойных мемуаров, в которых Хухтхаузен и Лунг рассказывают удивительные, пересекающиеся истории о войне и мире.
— Kirkus Reviews

### «Враждебные воды» (1997)
У Хухтхаузена состоялось ещё одно интересное сотрудничество, на этот раз с советским военно-морским офицером Игорем Курдиным и писателем Р. Аланом Уайтом. В книге «Враждебные воды» они рассказали об инциденте в конце холодной войны, когда советская подводная лодка К-219 с ракетами на борту затонула в нескольких сотнях миль от Северной Каролины. Опираясь на многочисленные интервью, рассекреченные документы и собственный военно-морской опыт, авторы рассказывают историю этого драматического события и последующего военного трибунала над офицерами.

«Капитан Британов и люди К-219 выходят из этих захватывающих, иногда мелодраматических страниц как законные герои реальной борьбы с морем, своим начальством и своей системой»
— Из обозрения Publishers Weekly
Книга стала основой для фильма HBO, выпущенного летом 1997 года с Рутгером Хауэром в главной роли.

### «К-19» (2002)
Несколько лет спустя Питер Хухтхаузен служил техническим консультантом в фильме «К-19: Оставляющая вдов», рассказывающем историю ещё одной советской подводной лодки, на этот раз в разгар холодной войны в 1961 году. Фильм был основан на книге Хухтхаузена, «K-19: Оставляющая вдов: Секретная история Советской атомной подлодки». В книге повествуется драматическая история о команде подводной лодки, изо всех сил пытающейся отразить катастрофу, которая может спровоцировать мировую войну, перед лицом опасного вмешательства со стороны Москвы.

«Эта хорошо изученная и написанная книга рассказывает захватывающую историю, которую нельзя было бы рассказать несколько лет назад»
— Марк Эллис, Library Journal

### «Кубинский кризис. Хроника подводной войны» (2002)
Хотя о противостоянии Кеннеди и Хрущёва написано очень много, большинство этих материалов сосредоточено на политиках и дипломатах. Книга Питера Хухтхаухега рассказывает историю реальных моряков участников блокады Кубы. Находясь во время этих событий на противолодочном эсминце, Хухтхаузен испытал и подробно описал всю напряженность сил со стороны американцев, пытавшихся помешать русским военно-морским силам прорваться, избегая при этом любого инцидента, который мог бы вызвать открытую войну. Хухтхаузен обращается к воспоминаниям советских подводников, включая офицеров, которым было разрешено при необходимости запускать торпеды с ядерными боеголовками. Питер Хухтхаузен провел большую исследовательскую работу, лично беседовал с бывшими советскими подводниками, а также собрал воспоминания американских моряков, очевидцев тех событий.

«Хухтхаузену удается удачно и с сочувствием изобразить моряков, которым пришлось бы умирать первыми, если бы война была бы объявлена»
— Карл Хелихер, Library Journal

## Фильмография
- «Враждебные воды», HBO, 94 мин, 1997.
- «К-19», Paramount Pictures, 138 мин, 2002.